# Neobisium slovacum
Neobisium slovacum (Gulička, 1977) es una especie de arácnido del orden Pseudoscorpionida de la familia Neobisiidae.

## Ecología y Morfología
Neobisium slovacum es una especie estrictamente troglobítica, con adaptaciones morfológicas específicas al entorno cavernícola. En comparación con sus parientes epigeos, el cuerpo de N. slovacum es pálido, las patas y los pedipalpos son alargados y carece de ojos. Los apéndices notablemente alargados le proporcionan una ventaja para localizar y capturar presas en el entorno cavernícola. 
Los especímenes suelen encontrarse en paredes, en escombros rocosos con sedimentos arcillosos y cerca de material orgánico (guano de murciélago) en cuevas. 

## Distribución geográfica
Se encuentra en los territorios que antes se llamaban Checoslovaquia.